# Адамс, Климент
Адамс, Климент, англ. Clement Adams (1519?—1587) — второй капитан корабля «Эдуард Бонавентура» в экспедиции Ричарда Ченслора, посетивший в 1553—1554 годах Русское государство и оставивший записки с описанием своего путешествия.

## Сочинения
- Anglorum navigatio ad Moscovitas // Rerum Moscoviticarum auctores varii, unum in corpus nune primum congesti. Francofurti. Apud haeredes Andreae Wecheli, Claud Maruim et Joan. Aubrium. 1600, стр. 142—151.

## Переводы на русский язык
- Первое путешествие англичан в Россию // Отечественные записки, Часть 27. № 77. 1826.
- Первое путешествие англичан в Россию в 1553 году / пер. И. Тарнавы-Боричевского // Журнал министерства народного просвещения, Часть 20. № 10. 1838.